# Abbaye de Newry
L’abbaye de Newry (en irlandais : Mainistir an Iúir) était une abbaye cistercienne irlandaise située dans l'actuelle ville de Newry, en Irlande du Nord.
Fondée par Muirchertach MacLochlainn en 1153, elle connaît des débuts difficiles au XIIe siècle, et participe au XIIIe à la conspiration de Mellifont. La suite de l'histoire de l'abbaye est mal connue ; elle échappe en 1538 à la dissolution en se transformant en collège séculier, mais est finalement fermée définitivement en 1550.

## Localisation et toponymie
L'abbaye était située au sud-est de l'actuel centre-ville de Newry, où de nombreux odonymes rappellent sa présence : Abbaye way, Abbaye park, Abbaye yard.
Le nom latin de l'abbaye, Viride Lignum, soit « l'arbre vert » provient d'un if, dont la légende affirme qu'il aurait été planté sur le site par saint Patrick lui-même.
Le nom de Newry est une déformation du gaélique Iubhair Cinn Tragh, signifiant « l'if en tête de cordon ».

## Histoire

### Fondation
L'abbaye est fondée en 1153 par Muirchertach MacLochlainn. Des historiographes anciens, s'appuyant en particulier sur la dédicace à saint Benoît, ont estimé que le monastère aurait pu être un établissement bénédictin affilié ensuite aux cisterciens, mais les recherches modernes infirment cette hypothèse,.
Les biens donnés à l'abbaye comprennent le site lui-même, mais également des terres situées dans les comtés de Louth, d'Armagh et de Down

### Moyen Âge
Dès 1162, l'abbaye est confrontée aux difficultés, en l'occurrence un violent incendie qui détruit la bibliothèque de Newry ainsi que l'if qui lui a donné son nom latin. Au XIIIe siècle, le monastère est, à l'instar de la majorité des abbayes cisterciennes irlandaises, en conflit avec le chapitre général. En 1215 et 1216, l'abbé de Newry n'y assiste pas et est menacé de déposition. En 1227, l'abbaye participe à la conspiration de Mellifont et est en conséquence déposé par Étienne de Lexington.
En 1237, les chartes de fondation de l'abbaye sont confirmées par Hugh de Lacy.
L'historiographie locale mentionne l'arrivée en décembre 1306 de voyageurs venant de France ; plusieurs historiens font la supposition qu'il pourrait s'agir de Templiers fuyant les persécutions à venir sous Philippe le Bel et se réfugiant chez les cisterciens, dont la spiritualité était assez proche. À partir de ces faits, des suppositions ont été lancées sur la dispersion d'un « trésor » dont une partie aurait été cachée à Newry.

### Déclin, transformation puis dissolution
En 1536, l'abbé de Newry se nomme John. Il est connu pour avoir effectué une visite à Holy Cross et pour y avoir été effaré par les pratiques monastiques déviantes, contre lesquelles il écrit une liste de points à respecter impérativement. Toutefois, ce document ne préjuge pas d'une vie spirituelle florissante à Newry, où ne séjournent à cette époque que trois moines, vivant d'un revenu annuel de seulement 35 livres.
En 1538, la dissolution menace la communauté de Newry, dont l'abbé Arthur Magennis choisit en 1543 de transformer l'abbaye en collège séculier pour échapper à la dispersion. Toutefois, cette transformation n'est qu'un palliatif et le supérieur John Prowle cède finalement Newry à la couronne en 1548 ou 1550 ; celle-ci transmet l'édifice à Nicholas Bagenal (en). À cette date, la propriété comprend « une église dotée d'un clocher, une salle capitulaire, un dortoir, une salle, un verger et un jardin »,.
Les archives mentionnent un Crilly qualifié de dernier abbé cistercien de Newry, et un Malachy Shiel dernier prieur. Une chapelle conserve la mémoire de la vocation religieuse du lieu jusqu'en 1744, puis elle est détruite. À la fin du XVIIIe siècle, la propriété est démantelée pour laisser la place à la construction de la ville de Newry,.
En 2006, de nombreux squelettes sont retrouvés sur le site de l'abbaye, et à grande distance de l'ancienne abbatiale. Ils comprennent des squelettes de femmes et d'enfants, ainsi que des traces de mort violente. Certains observateurs font remarquer qu'il est pour toutes ces raisons improbable qu'il s'agisse des sépultures des moines, et au contraire probable qu'il s'agisse des victimes du massacre de 1641. Une datation au carbone 14 est effectuée par Laureen Buckley sur 35 corps. Toutefois, les résultats n'en sont pas communiqués au public,.

## Architecture
Rien ne reste de l'abbaye, hors quelques pierres, qui ont notamment été réemployées dans la construction de la boulangerie McCann. Le petit château connu sous le nom de « Bagenal's Castle » pourrait de même avoir été construit avec des matériaux issus de l'abbaye, voire être l'ancien logis de l'abbé adapté par Bagenal au XVIe siècle.